# ウインカーネリアン
ウインカーネリアン（欧字名:Win Carnelian、2017年4月16日 - ）は、日本の競走馬。主な勝ち鞍は2022年の関屋記念、2023年の東京新聞杯。
馬名の意味は、冠名＋宝石名。

## 戦績

### 2歳（2019年）
2019年6月9日、東京競馬場5レースの2歳新馬戦（芝1800m）でデビューし2着。3週間後、福島競馬場の2歳未勝利戦（芝1800m）で初勝利を収めた。8月25日、初の重賞挑戦で新潟2歳ステークスに出走し、ウーマンズハートの7着。

### 3歳（2020年）
3歳シーズンは2戦目で3月8日の弥生賞ディープインパクト記念に出走。好スタート
を決めハナに立ったが、終盤に失速し8着に敗れた。いったん自己条件に戻って2勝目を挙げ、4月19日に初のGI挑戦で皐月賞に出走。単勝360.0倍の18頭中17番人気と全く期待されていなかったが、道中はキメラヴェリテの番手で積極的に運び、最後の直線も粘って4着に健闘、東京優駿の優先出走権も手にした。5月31日のダービー本番も積極的に前に出て行ったが、失速しブービーの17着に惨敗した。ダービー後は再び条件クラスに戻った。

### 4歳（2021年）
2021年2月27日、3勝クラスの幕張ステークスを勝利しオープン入り。4月3日にダービー卿チャレンジトロフィーに出走する予定だったが、右前肢ハ行のため出走取り消しに。その後の検査で蹄葉炎発症が判明し、約1年間休養した。

### 5歳（2022年）
2022年3月27日、リステッド競走の六甲ステークスでレースに復帰。復帰後2戦目の5月7日・谷川岳ステークスは1番人気に応え、復帰後初・オープン昇格後初勝利を収めた。6月18日の米子ステークスも勝利し、リステッド2連勝。8月14日の関屋記念は逃げたシュリを番手でマークし、直線残り200mで先頭に立つと、そのまま後続勢を振り切り念願の重賞初優勝を果たした。11月20日のマイルチャンピオンシップは12着に沈んだ。

### 6歳（2023年）
2月5日に東京競馬場で行われた東京新聞杯より始動。好スタートを決めてハナを奪うと、そのままゴールまで逃げ粘り、直線で追い上げてきたナミュールをアタマ差しのいで重賞2勝目を飾った。
3月25日にメイダン競馬場で行われるゴドルフィンマイルの招待を受諾した。

## 競走成績
以下の内容は、JBISサーチ、netkeiba.com、エミレーツ競馬協会、Total Performance DataおよびEquibaseの情報に基づく。
| 競走日     | 競馬場       | 競走名             | 格   | 距離（馬場）  | 頭 数 | 枠 番 | 馬 番 | オッズ （人気） | 着順 | タイム （上がり3F） | 着差  | 騎手        | 斤量 [kg] | 1着馬（2着馬）         | 馬体重 [kg] |
| ---------- | ------------ | ------------------ | ---- | ------------- | ----- | ----- | ----- | --------------- | ---- | ------------------- | ----- | ----------- | --------- | ---------------------- | ----------- |
| 2019.06.09 | 東京         | 2歳新馬            |      | 芝1800m（稍） | 11    | 6     | 7     | 006.20（3人）   | 02着 | R1:51.4（33.9）     | -0.4  | 0松岡正海   | 54        | ワーケア               | 476         |
| 0000.06.29 | 福島         | 2歳未勝利          |      | 芝1800m（良） | 10    | 8     | 9     | 001.90（1人）   | 01着 | R1:49.5（35.7）     | -0.1  | 0三浦皇成   | 54        | （コロンドール）       | 474         |
| 0000.08.25 | 新潟         | 新潟2歳S           | GIII | 芝1600m（良） | 16    | 6     | 12    | 024.90（6人）   | 07着 | R1:36.4（33.9）     | -1.4  | 0松岡正海   | 54        | ウーマンズハート       | 482         |
| 0000.09.22 | 中山         | 芙蓉S              | OP   | 芝2000m（良） | 6     | 6     | 6     | 004.00（3人）   | 02着 | R2:03.3（34.5）     | -0.4  | 0松岡正海   | 54        | オーソリティ           | 486         |
| 2020.02.02 | 東京         | セントポーリア賞   | 1勝  | 芝1800m（良） | 13    | 7     | 10    | 010.90（5人）   | 06着 | R1:47.6（34.6）     | -0.4  | 0松岡正海   | 56        | ショウナンハレルヤ     | 478         |
| 0000.03.08 | 中山         | 弥生賞ディープ記念 | GII  | 芝2000m（重） | 11    | 6     | 6     | 029.50（7人）   | 08着 | R2:04.0（37.6）     | -1.1  | 0F.ミナリク | 56        | サトノフラッグ         | 480         |
| 0000.03.28 | 中山         | 3歳1勝クラス       |      | 芝1800m（良） | 10    | 8     | 10    | 004.50（2人）   | 01着 | R1:50.0（34.8）     | -0.4  | 0三浦皇成   | 56        | （サクラトゥジュール） | 486         |
| 0000.04.19 | 中山         | 皐月賞             | GI   | 芝2000m（稍） | 18    | 4     | 8     | 360.0（17人）   | 04着 | R2:01.6（36.5）     | -0.9  | 0田辺裕信   | 57        | コントレイル           | 484         |
| 0000.05.31 | 東京         | 東京優駿           | GI   | 芝2400m（良） | 18    | 8     | 18    | 141.0（15人）   | 17着 | R2:26.2（36.1）     | -2.1  | 0田辺裕信   | 57        | コントレイル           | 490         |
| 0000.09.05 | 札幌         | 3歳上2勝クラス     |      | 芝2000m（良） | 16    | 8     | 15    | 002.50（1人）   | 05着 | R2:00.9（35.5）     | -0.4  | 0横山武史   | 54        | コンダクトレス         | 492         |
| 0000.10.04 | 中山         | 茨城新聞杯         | 2勝  | 芝1800m（良） | 10    | 4     | 4     | 004.90（3人）   | 01着 | R1:47.6（35.1）     | -0.2  | 0三浦皇成   | 55        | （ルリアン）           | 494         |
| 0000.12.13 | 中山         | 常総S              | 3勝  | 芝1800m（良） | 11    | 8     | 11    | 002.30（1人）   | 04着 | R1:49.3（35.2）     | -0.0  | 0三浦皇成   | 56        | ロザムール             | 492         |
| 2021.01.10 | 中山         | 若潮S              | 3勝  | 芝1600m（良） | 16    | 1     | 2     | 004.90（2人）   | 02着 | R1:33.4（35.6）     | -0.5  | 0三浦皇成   | 56        | カラテ                 | 502         |
| 0000.02.27 | 中山         | 幕張S              | 3勝  | 芝1600m（良） | 16    | 1     | 1     | 004.20（3人）   | 01着 | R1:31.8（34.5）     | -0.4  | 0三浦皇成   | 57        | （エイムアンドエンド） | 496         |
| 0000.04.03 | 中山         | ダービー卿CT       | GIII | 芝1600m（良） | 15    | 8     | 16    |                 | 取消 |                     |       | 0三浦皇成   | 55        | テルツェット           | 計不        |
| 2022.03.27 | 阪神         | 六甲S              | L    | 芝1600m（稍） | 18    | 3     | 6     | 018.60（7人）   | 06着 | R1:34.3（35.3）     | -0.6  | 0国分優作   | 56        | エアロロノア           | 512         |
| 0000.05.07 | 新潟         | 谷川岳S            | L    | 芝1600m（良） | 11    | 6     | 7     | 003.00（1人）   | 01着 | R1:33.6（33.0）     | -0.2  | 0三浦皇成   | 56        | （ベレヌス）           | 508         |
| 0000.06.18 | 阪神         | 米子S              | L    | 芝1600m（良） | 16    | 7     | 14    | 004.00（1人）   | 01着 | R1:32.9（34.7）     | -0.2  | 0三浦皇成   | 57        | （カイザーミノル）     | 510         |
| 0000.08.14 | 新潟         | 関屋記念           | GIII | 芝1600m（稍） | 14    | 7     | 12    | 003.80（1人）   | 01着 | R1:33.3（32.9）     | -0.1  | 0三浦皇成   | 57        | （シュリ）             | 514         |
| 0000.11.20 | 阪神         | マイルCS           | GI   | 芝1600m（良） | 17    | 1     | 2     | 026.00（9人）   | 12着 | R1:33.4（34.3）     | -0.9  | 0三浦皇成   | 57        | セリフォス             | 508         |
| 2023.02.05 | 東京         | 東京新聞杯         | GIII | 芝1600m（良） | 16    | 1     | 2     | 009.50（4人）   | 01着 | R1:31.8（34.7）     | -0.0  | 0三浦皇成   | 58        | （ナミュール）         | 518         |
| 0000.03.25 | メイダン     | ゴドルフィンM      | G2   | ダ1600m（Fs） | 14    | 9     | 14    | 015.00（7人）   | 06着 | R1:37.55（39.24）   | -1.84 | 0三浦皇成   | 57        | Isolate                | 計不        |
| 0000.06.04 | 東京         | 安田記念           | GI   | 芝1600m（良） | 18    | 8     | 17    | 054.8（13人）   | 08着 | R1:32.1（34.5）     | -0.7  | 0三浦皇成   | 58        | ソングライン           | 510         |
| 0000.10.08 | 東京         | 毎日王冠           | GII  | 芝1800m（良） | 12    | 6     | 7     | 020.40（5人）   | 05着 | R1:45.6（34.4）     | -0.3  | 0三浦皇成   | 57        | エルトンバローズ       | 508         |
| 0000.11.04 | サンタアニタ | BCマイル           | G1   | 芝8F（Fm）    | 13    | 4     | 4     | 042.1（10人）   | 11着 | R1:33.17            | -0.72 | 0三浦皇成   | 57        | Master Of The Seas     | 計不        |
| 2024.02.04 | 東京         | 東京新聞杯         | GIII | 芝1600m（良） | 16    | 3     | 5     | 008.40（4人）   | 02着 | R1:32.3（34.5）     | -0.2  | 0三浦皇成   | 58        | サクラトゥジュール     | 518         |
| 0000.03.24 | 中京         | 高松宮記念         | GI   | 芝1200m（重） | 18    | 7     | 13    | 032.6（11人）   | 04着 | R1:09.6（34.6）     | -0.7  | 0三浦皇成   | 58        | マッドクール           | 518         |
| 0000.06.02 | 東京         | 安田記念           | GI   | 芝1600m（稍） | 18    | 6     | 11    | 018.90（9人）   | 14着 | R1:33.3（34.8）     | -1.0  | 0三浦皇成   | 58        | ロマンチックウォリアー | 510         |
| 0000.10.26 | 京都         | スワンS            | GII  | 芝1400m（良） | 17    | 5     | 9     | 008.10（4人）   | 06着 | R1:20.8（35.3）     | -0.3  | 0三浦皇成   | 57        | ダノンマッキンリー     | 512         |
| 0000.11.24 | 京都         | 京阪杯             | GIII | 芝1200m（良） | 18    | 1     | 1     | 006.60（3人）   | 02着 | R1:07.8（34.1）     | -0.1  | 0三浦皇成   | 57        | ビッグシーザー         | 522         |
| 2025.02.02 | 京都         | シルクロードS      | GIII | 芝1200m（稍） | 16    | 5     | 9     | 008.50（4人）   | 03着 | R1:08.6（35.0）     | -0.6  | 0三浦皇成   | 59        | エイシンフェンサー     | 522         |
| 0000.04.05 | メイダン     | アルクオーツSP     | G1   | 芝1200m（Gd） | 11    | 4     | 8     | 050.0（10人）   | 02着 | R1:07.87            | -0.10 | 0三浦皇成   | 59.5      | Believing              | 計不        |

- 海外の競走の「枠番」欄にはゲート番を記載
- 海外のオッズ・人気は現地主催者発表のもの（日本式のオッズ表記とした）
- 競走成績は2025年4月5日現在

## 血統表
| ウインカーネリアンの血統        | ウインカーネリアンの血統                                    | ウインカーネリアンの血統                                    | （血統表の出典）                                            | （血統表の出典）  |
| 父系                            | ロベルト系                                                  | ロベルト系                                                  | ロベルト系                                                  | [ § 2 ]           |
| 父 スクリーンヒーロー 2004 栗毛 | 父の父*グラスワンダー 1995 栗毛                             | Silver Hawk                                                 | Roberto                                                     | Roberto           |
| 父 スクリーンヒーロー 2004 栗毛 | 父の父*グラスワンダー 1995 栗毛                             | Silver Hawk                                                 | Gris Vitesse                                                |                   |
| 父 スクリーンヒーロー 2004 栗毛 | 父の父*グラスワンダー 1995 栗毛                             | Ameriflora                                                  | Danzig                                                      | Danzig            |
| 父 スクリーンヒーロー 2004 栗毛 | 父の父*グラスワンダー 1995 栗毛                             | Ameriflora                                                  | Graceful Touch                                              |                   |
| 父 スクリーンヒーロー 2004 栗毛 | 父の母ランニングヒロイン 1993 黒鹿毛                        | *サンデーサイレンス                                         | Halo                                                        | Halo              |
| 父 スクリーンヒーロー 2004 栗毛 | 父の母ランニングヒロイン 1993 黒鹿毛                        | *サンデーサイレンス                                         | Wishing Well                                                |                   |
| 父 スクリーンヒーロー 2004 栗毛 | 父の母ランニングヒロイン 1993 黒鹿毛                        | ダイナアクトレス                                            | *ノーザンテースト                                           | *ノーザンテースト |
| 父 スクリーンヒーロー 2004 栗毛 | 父の母ランニングヒロイン 1993 黒鹿毛                        | ダイナアクトレス                                            | モデルスポート                                              |                   |
| 母 コスモクリスタル 2006 黒鹿毛 | 母の父*マイネルラヴ 1995 青鹿毛                             | Seeking the Gold                                            | Mr. Prospector                                              | Mr. Prospector    |
| 母 コスモクリスタル 2006 黒鹿毛 | 母の父*マイネルラヴ 1995 青鹿毛                             | Seeking the Gold                                            | Con Game                                                    |                   |
| 母 コスモクリスタル 2006 黒鹿毛 | 母の父*マイネルラヴ 1995 青鹿毛                             | Heart of Joy                                                | *リィフォー                                                 | *リィフォー       |
| 母 コスモクリスタル 2006 黒鹿毛 | 母の父*マイネルラヴ 1995 青鹿毛                             | Heart of Joy                                                | Mythographer                                                |                   |
| 母 コスモクリスタル 2006 黒鹿毛 | 母の母*クリスチャンネーム 1993 栗毛                         | Cadeaux Genereux                                            | Young Generation                                            | Young Generation  |
| 母 コスモクリスタル 2006 黒鹿毛 | 母の母*クリスチャンネーム 1993 栗毛                         | Cadeaux Genereux                                            | Smarten Up                                                  |                   |
| 母 コスモクリスタル 2006 黒鹿毛 | 母の母*クリスチャンネーム 1993 栗毛                         | Colorvista                                                  | Shirley Heights                                             | Shirley Heights   |
| 母 コスモクリスタル 2006 黒鹿毛 | 母の母*クリスチャンネーム 1993 栗毛                         | Colorvista                                                  | Reprocolor                                                  |                   |
| 母系(F-No.)                     | クリスチャンネーム(GB)系(FN:13-e)                           | クリスチャンネーム(GB)系(FN:13-e)                           | クリスチャンネーム(GB)系(FN:13-e)                           | [ § 3 ]           |
| 5代内の近親交配                 | Northern Dancer 5 × 5 = 6.25%、Hail to Reason 5 × 5 = 6.25% | Northern Dancer 5 × 5 = 6.25%、Hail to Reason 5 × 5 = 6.25% | Northern Dancer 5 × 5 = 6.25%、Hail to Reason 5 × 5 = 6.25% | [ § 4 ]           |
| 出典                            | 1. 2. 3. 4.                                                 | 1. 2. 3. 4.                                                 | 1. 2. 3. 4.                                                 | 1. 2. 3. 4.       |

- 祖母クリスチャンネームは1995年函館3歳ステークス3着の実績があり、従兄弟にはオペラハウスとKayf Taraの兄弟がいる。